# Джо Кірі
Джозеф Девід Кірі (англ. Joseph David Keery; нар. 24 квітня 1992) — американський актор і музикант. Отримав популярність за роль Стіва Гаррінґтона в американському науково-фантастичному горор-серіалі «Дивні дива». 

## Біографія
Кірі народився і виріс в Ньюберіпорті, штат Массачусетс, у родині Девіда та Ніни Кірі, архітектора та професора англійської мови відповідно. Він друга дитина з п'яти. Виріс з сестрами Керолайн, Ліззі, Кейт та Емма. 
Кірі навчався у Чартерній школі River Valley, місцевій початковій і середній школі Монтессорі, а також середній школі Ньюберіпорта. Коли він був юним, грав у театрі на відкритому повітрі, таборі сценічного мистецтва в парку штату Модслей, але зрештою почав грати в середній школі, спочатку виступаючи там за наполяганням своєї старшої сестри.
Кірі продовжив навчання в Театральній школі при Університеті ДеПола та закінчив у 2014 році зі званням бакалавра образотворчого мистецтва з акторської майстерності.

## Кар'єра
Після закінчення університету Де Поля, Кірі пройшов сотні прослуховувань, перед тим як його взяли на роль в серіал «Дивні дива», Кірі рекламував KFC.
В кінці 2015 року, Кірі отримав роль в серіалі «Дивні Дива». Джо спочатку претендував на роль Джонатана, але потім отримав роль персонажа, Стіва Гаррінґтона.

### Музика
Крім акторської майстерності, Кірі також музикант. Він є гітаристом та вокалістом рок-гурту Post Animal. Їхній дебютний повноформатний альбом вийшов у жовтні 2015 року.
Раніше, Кірі випустив музику під назвою «Cool Cool Cool».
19 липня 2019 року Кірі самостійно випустив синґл «Roddy» як сольний виконавець під псевдонімом Djo. Кірі випустив другий синґл 9 серпня 2019 року під назвою «Chateau (Feel Alright)» під тим самим псевдо. 13 вересня 2019 року Кірі випустив свій дебютний альбом під назвою Djo, Twenty Twenty. 9 вересня 2020 року він випустив новий синґл «Keep Your Head Up».

## Фільмографія

### Фільми
| Рік  | Українська назва             | Оригінальна назва             | Роль                | Примітка |
| ---- | ---------------------------- | ----------------------------- | ------------------- | -------- |
| 2015 | День народження Генрі Гембла | Henry Gamble's Birthday Party | Гейб                |          |
| 2016 | Храмовий будинок             | The Charnel House             | Скотт               |          |
| 2017 | Гра Моллі                    | Molly's Game                  | Труст Фунд Коул     |          |
| 2018 | Після всього                 | After Everything              | Кріс                |          |
| 2018 | Нарізати                     | Slice                         | Кріс                |          |
| 2020 | Веселощі                     | Spree                         | Курт Канкл          |          |
| 2021 | Персонаж                     | Free Guy                      | Волтер "Кіз" МакКіз |          |

### Телесеріали
| Рік         | Українська назва       | Оригінальна назва | Роль                |
| ----------- | ---------------------- | ----------------- | ------------------- |
| 2015        | Сирени                 | Sirens            | Сценестр            |
| 2015        | Пожежники Чикаго       | Chicago Fire      | Еммет (2 епізоди)   |
| 2015        | Імперія                | Empire            | Тоні Тріхтер III    |
| 2016 - нині | Дивні дива             | Stranger Things   | Стів Харрінгтон     |
| 2019 - нині | Нічого не відбувається | No Activity       | Офіцер Ед Рейнхардт |
| 2020        | Смерть до 2020         | Death to 2020     | Дюк Гуліс           |
| 2021        | Смерть до 2021         | Death to 2021     | Дюк Гуліс           |

## Нагороди
| Рік  | Нагорода                     | Категорія                                   | Номінована робота | Результат | Посилання |
| ---- | ---------------------------- | ------------------------------------------- | ----------------- | --------- | --------- |
| 2017 | Нагороди Гільдії кіноакторів | Видатна гра ансамблю в драматичному серіалі | Дивні дива        | Перемога  | [ 7 ]     |
| 2018 | Нагороди Гільдії кіноакторів | Видатна гра ансамблю в драматичному серіалі | Дивні дива        | Номінація | [ 8 ]     |
| 2020 | Нагороди Гільдії кіноакторів | Видатна гра ансамблю в драматичному серіалі | Дивні дива        | Номінація |           |